# Мрія-2006 (Ананьїв)
«Мрія-2006»  — український жіночий футзальний та пляжний футбольний клуб з Ананьїва Одеської області, у південні частині країни. З 2017 року виступає у Вища лізі України з пляжного футболу.

## Історія
Футзальний клуб «Мрія-2006» створено в Ананьїві в січні 2006 року за ініціативи підприємця Володимира Мунтяна та тренера Олега Кимичука. Спочатку команда виступала в аматорському змаганні під назвою «Бізнес-ліга». У команди багато досягнень. Команда брала участь у Всеукраїнському футбольному фестивалі, Всеукраїнських літніх спартакіадах, є переможцем фінальних турнірів Всеукраїнського фестивалю «Подаруй дітям радість» (2011), посіла третє місце на міжнародному турнірі «Кубок Алі Шлапака» (2012, Київ). Найвищим досягненням є перше місце на відкритому чемпіонаті України з футзалу серед команд Спортивного товариства «Колос» (2011).
Також бере участь у жіночих змаганнях з пляжного футболу. У 2017 році брав участь у першому чемпіонаті України, здобувши бронзові нагороди чемпіонату України з пляжного футболу серед жінок. У 2019 та 2020 роках став віце-чемпіоном країни.
У 2020 році клуб виграв Кубок європейських чемпіонів з пляжного футболу серед жінок.

## Клубні кольори, форма, герб, гімн
| Синій | Жовтий |

Клубні кольори — синій та жовтий. Футзалістки зазвичай грають свої домашні матчі в зелених майках, чорних шортах і зелених шкарпетках.

## Досягнення
- Вища ліга України з пляжного футболу
  -  Срібний призер (2): 2019, 2020
  -  Бронзовий призер (1): 2017

- Жіночий кубок європейських чемпіонів
  -  Володар (1): 2020

## Міжнародні виступи
| 09.09.2020 | «Ньютім» (Брюссель) | 4:3     | «Мрія-2006» (Ананьїв) | Назаре, Португалія |  |
| 14:00      |                     | [ Звіт] |                       | Стадіон: Пітч 2    |  |

| 11.09.2020 | «Мрія-2006» (Ананьїв) | 2:2     | «Зірка» (Перм) | Назаре, Португалія          |  |
| 14:00      |                       | [ Звіт] |                | Стадіон: Ештадіу-ду-Вівейру |  |

| 12.09.2020 | «Касерес» | 1:4     | «Мрія-2006» (Ананьїв) | Назаре, Португалія          |  |
| 12:30      |           | [ Звіт] |                       | Стадіон: Ештадіу-ду-Вівейру |  |

| 13.09.2020 | «Марсель» | 3:5     | «Мрія-2006» (Ананьїв) | Назаре, Португалія |  |
| 10:30      |           | [ Звіт] |                       | Стадіон: Пітч 2    |  |

## Відомі тренери
- Олег Климчук (2006—201?)
- Роман Пачев (201?—наш час)

## Структура клубу

### Стадіон
Домашні матчі клуб проводить на муніципальному стадіоні в Ананьїві, який вміщує 1000 глядачів.

### Дербі
- СДЮШОР «Чорноморець» (Одеса)